# Internazionali di Tennis di Baviera 2010
Gli Internazionali di Tennis di Baviera 2010 sono stati un torneo di tennis che si è giocato sulla terra rossa. È stata la 95ª edizione del torneo, facente parte dell'ATP World Tour 250 series nell'ambito dell'ATP World Tour 2010. Il torneo maschile si è disputato a Monaco di Baviera, in Germania, dal 2 al 9 maggio.

## Partecipanti

### Teste di serie
| Giocatore             | Nazionalità     | Ranking* | Testa di serie |
| --------------------- | --------------- | -------- | -------------- |
| Marin Čilić           | Croazia         | 11       | 1              |
| Michail Južnyj        | Russia          | 13       | 2              |
| Tomáš Berdych         | Repubblica Ceca | 14       | 3              |
| Philipp Kohlschreiber | Germania        | 29       | 4              |
| Marcos Baghdatis      | Cipro           | 33       | 5              |
| Nicolás Almagro       | Spagna          | 34       | 6              |
| Julien Benneteau      | Francia         | 36       | 7              |
| Benjamin Becker       | Germania        | 41       | 8              |

- *Le teste di serie sono basate sul ranking al 26 aprile 2010.

### Altri partecipanti
I seguenti giocatori hanno ricevuto una wild card per il tabellone principale:
- Benjamin Becker
- Nicolas Kiefer
- Kevin Krawietz

I seguenti giocatori sono passati dalle qualificazioni: 

- Thierry Ascione
- Peter Gojowczyk
- Pere Riba
- Alexandre Sidorenko

## Vincitori

### Singolare
Michail Južnyj ha battuto in finale  Marin Čilić con il punteggio di 6–3, 4–6, 6–4

### Doppio
Oliver Marach /  Santiago Ventura hanno battuto in finale  Eric Butorac /  Michael Kohlmann con il punteggio di 5–7, 6–3, [16–14]